# Renmin (köpinghuvudort i Kina, Heilongjiang Sheng, lat 46,64, long 125,54)
Renmin (kinesiska: 任民, 任民镇) är en köpinghuvudort i Kina. Den ligger i provinsen Heilongjiang, i den nordöstra delen av landet, omkring 130 kilometer nordväst om provinshuvudstaden Harbin. Antalet invånare är 24 990. Befolkningen består av 12 276 kvinnor och 12 714 män. Barn under 15 år utgör 12,0 %, vuxna 15-64 år 79 %, och äldre över 65 år 8,0 %.
Runt Renmin är det ganska tätbefolkat, med 120 invånare per kvadratkilometer. Närmaste större samhälle är Laohugang, 12,5 km norr om Renmin. Trakten runt Renmin består till största delen av jordbruksmark.
Genomsnittlig årsnederbörd är 762 millimeter. Den regnigaste månaden är juli, med i genomsnitt 231 mm nederbörd, och den torraste är januari, med 5 mm nederbörd.